# Encarsia intermedia
Encarsia intermedia is een vliesvleugelig insect uit de familie Aphelinidae. De wetenschappelijke naam is voor het eerst geldig gepubliceerd in 1961 door Ferrière.